# Elmer Symons
Elmer Symons (1977. február 14. – 2007. január 9.) dél-afrikai motorversenyző.

## Pályafutása
1996-ban enduro-versenyekkel kezdte pályafutását. 2005-ben és 2006-ban még szerelőként volt jelen a Dakar-ralin, majd 2007-ben már mint versenyző állt rajhoz a viadalon. A verseny negyedik szakaszán, a Er Rachidia és Ouarzazate közötti távon bukott. 142 kilométerrel a gyorsasági rajtja után történt a baleset. Az orvosi személyzet helikoptere mindössze nyolc perccel a történtek után a helyszínre ért, de Elmer életét már nem tudták megmenteni; halálát nyaktörés okozta. A tragédia előtt a tizennyolcadik helyen állt a motorosok mezőnyében.